# Крех середній
Крех середній (Mergus serrator) — вид водоплавний птахів родини качкових (Anatidae). Один із 7 видів роду; один із 3 видів роду у фауні України. Поширений у північних частинах Північної Америки та Євразії. Раритетний вид, занесений до Червоної книги України та ряду інших природоохоронних документів.

## Опис
Середній крех є доволі крупним водоплавним птахом, розміром з крижня, з вузьким, довгим дзьобом. Довжина тіла досягає 0,5 м. Розмах крил 67—86 см. Маса тіла самців 1000—1300 г. Голова, спина і потилиця чорні із зеленим відливом, шия і черевце білі, на боках дрібний візерунок, груди з рудувато-коричневими плямками. На потилиці у самця є подвійний чуб з розсуканого тонкого пір'я. Дзьоб, райдужка і ноги — червоні. На відміну від креха великого, воло коричневе з чорними вкрапленнями. У верхній щелепі від переднього краю ніздрів 18 або більше зубців (у великого креха — 13—15). 
Самка попелясто-сіра з коричневою головою і шиєю, при цьому межа коричневого і сірого кольорів на шиї розмита, спина сіро-бура. Від самок великого креха відрізняється відсутністю білої плями під дзьобом. Чуб самки коротший, ніж у самця.
Молодий птах подібний до самки, але верх однотонно темно-сірий, плями на зобі дрібніші, а підхвістя сірувате. Дзьоб червонуватий, лапи бурувато-жовті. Радужна оболонка ока жовта.
Голова пташеня бурувато-каштанова, спина оливково-бура, біля основи крила та по боках попереку білі плями. Низ тіла сріблясто-білий, вуздечка дещо темніша за інші частини голови.  Дзьоб вузький, циліндричний, тьмяно-чорний із світлим кігтиком. Лапи брудно-охристі, з чорнуватими кігтями.

## Поширення
Мешкає в північних частинах Північної Америки і Євразії від тундри до лісостепу, зимує на морських узбережжях помірної зони і субтропіків.
У межах України гніздиться на островах і косах Чорного і Азовського морів. Під час міграцій трапляється на всій території. Регулярно зимує біля морського узбережжя, інколи спостерігається взимку на водоймах у глибині суходолу. Так, у Запоріжжі в теплі зими тримається нижче ДніпроГЕСу на островах і скелях Північно-Хортицького архіпелагу

## Чисельність і причини її зміни
Чисельність в Європі становить 220 тис. ос. У Чорноморському біосферному заповіднику, в 1970—1980 рр. гніздилося до 900 пар, 2005—2009 рр. — не більше 15—40 пар. Ще до 100 пар гніздиться навколо заповідника, 16—46 пар на Лебединих островах, близько 70 пар на островах Джарилгацької затоки, близько 10 гніздиться на Обитічній косі. Зниження чисельності, імовірно, викликане погіршенням стану заток Чорного моря (забруднення, нестабільна кормова база). Через шторми та високий рівень води у затоках руйнуються острови або затоплюються колонії. Існує велика конкуренція за місця гніздування з масовими видами мартинів, які нищать кладки та пташенят. Можлива також велика смертність дорослих птахів у рибальських сітках.

## Особливості біології

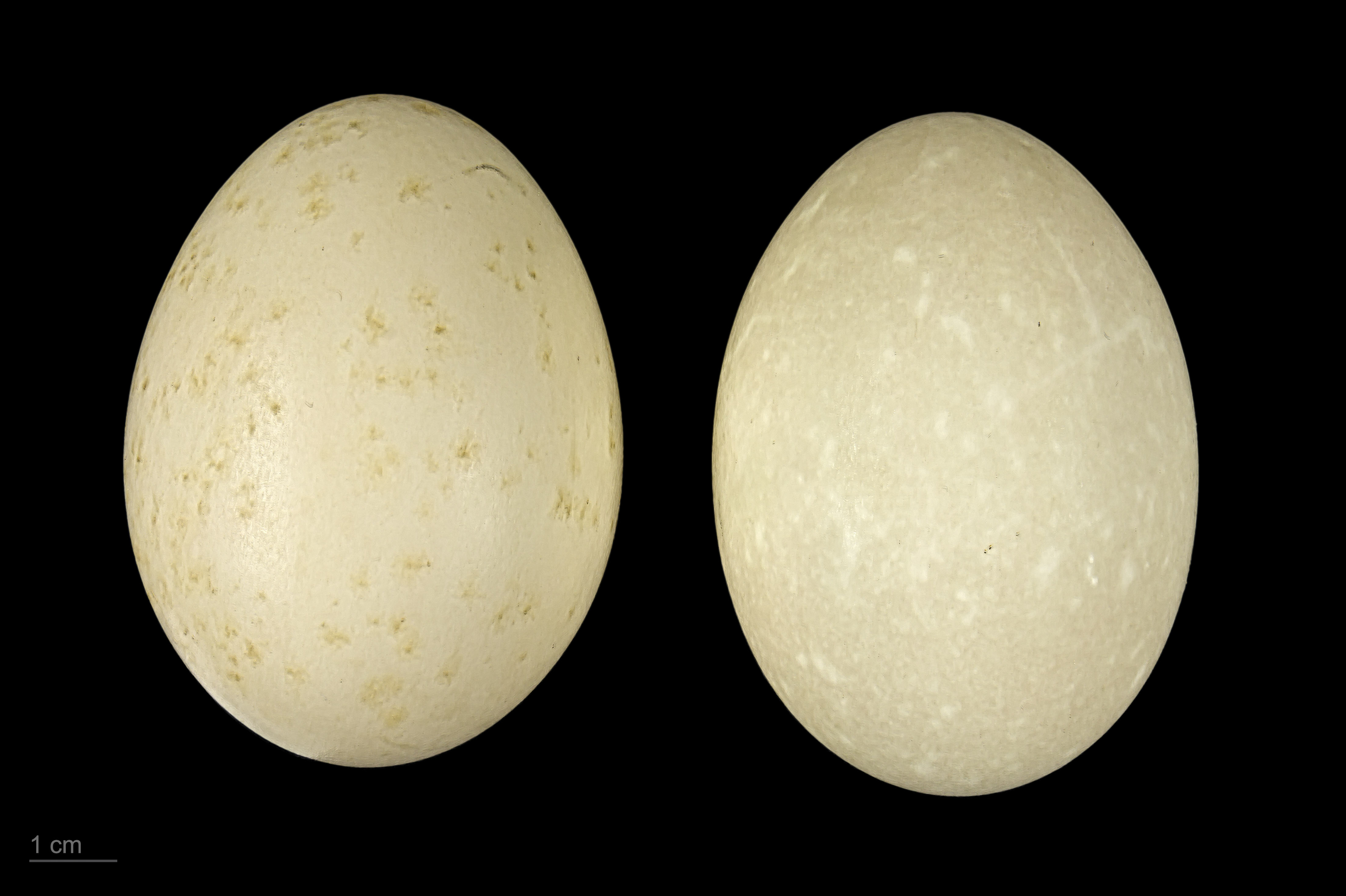
Яйця креха середнього у Тулузькому музеї

Частково осілий вид. Біля місць гніздування з'являється у березні—квітні. Віддає перевагу низьким островам з густим очеретом або трав'яною рослинністю. Початок гніздування в травні — червні. Гніздиться в заростях на сухих ділянках: островах, виступах берегів, гривах заболочених подів. Діаметр гнізда 22—37 см, глибина 5—10 см, лоток 10—20 см. У кладці 4—14 яєць. Форма яйця подовжньо-яйцеподібна, з гладкою матовою поверхнею, забарвлення від блідо-оливкової до сірувато-оливкової, розмір 70—51 × 48—40 мм, маса 60—84 г. Насиджує лише самка, 28—31 день. Пташенята з'являються в червні — липні. Осіння міграція виражена слабо.
Крім риби, яка складає основний раціон цього птаха, живиться ракоподібними, водними комахами і черв'яками. Часто полює групами, занурюючи у воду частину голови і виглядає здобич. Може пірнати на значну глибину.

## Охорона

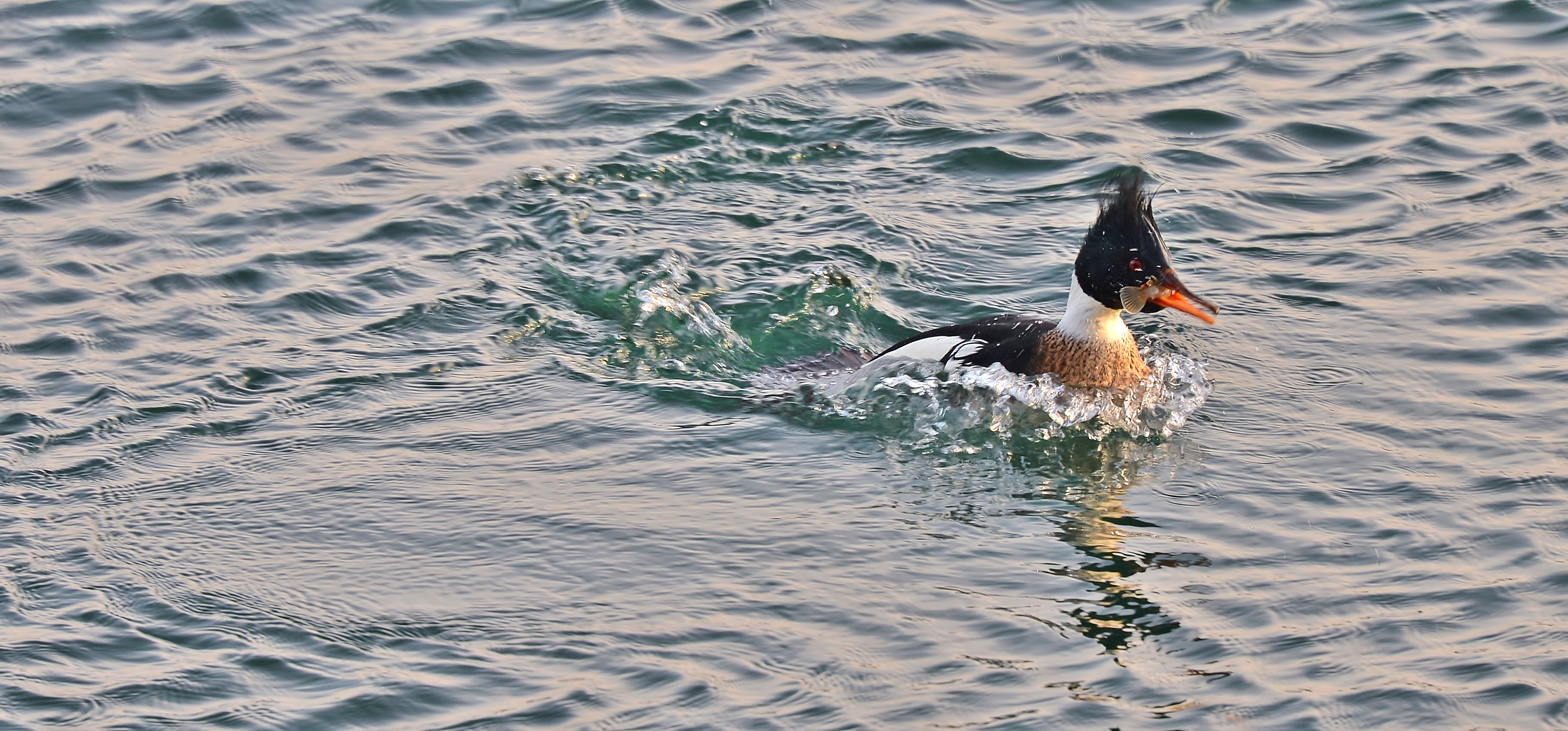
Молодий селезень креха середнього зі спійманою рибкою

Вид занесений до Червоної книги України (охоронна категорія: вразливий), а також до Бернської (Додаток ІІІ) і Боннської (Додаток ІІ) конвенцій, угоди AEWA. На значній частині ареалу стан природних популяцій виду залишається більш-менш стабільним. Саме тому він, згідно Червоного списку МСОП, отримав охоронну категорію «відносно благополучний вид».
З метою ефективнішої охорони необхідне посилення режиму охорони в межах гніздового ареалу, розширення площі існуючих та створення додаткових об'єктів природно-заповідного фонду, організація моніторингу та вивчення біології виду, підвищення обізнаності населення.
Птах охороняється під час гніздування, міграції та зимівлі на території Чорноморського біосферного заповідника, Дніпровсько-Орільського природного заповідника, Національного заповідника «Хортиця», Приазовського національного природного парку, регіонального ландшафтного парку «Кінбурнська коса» (Миколаївська область), заказника «Солоний лиман» (Дніпропетровська область) та ряді інших об'єктів природно-заповідного фонду.